# قدسیان
قدسیان یک روستا در ایران است که در دهستان نهارجان شهرستان سربیشه واقع شده‌است.